# Rut, Beljak
Rut (nemško Greuth) je naselje Statutarnega mesta Beljak na Koroškem v Avstriji.